# Binderton

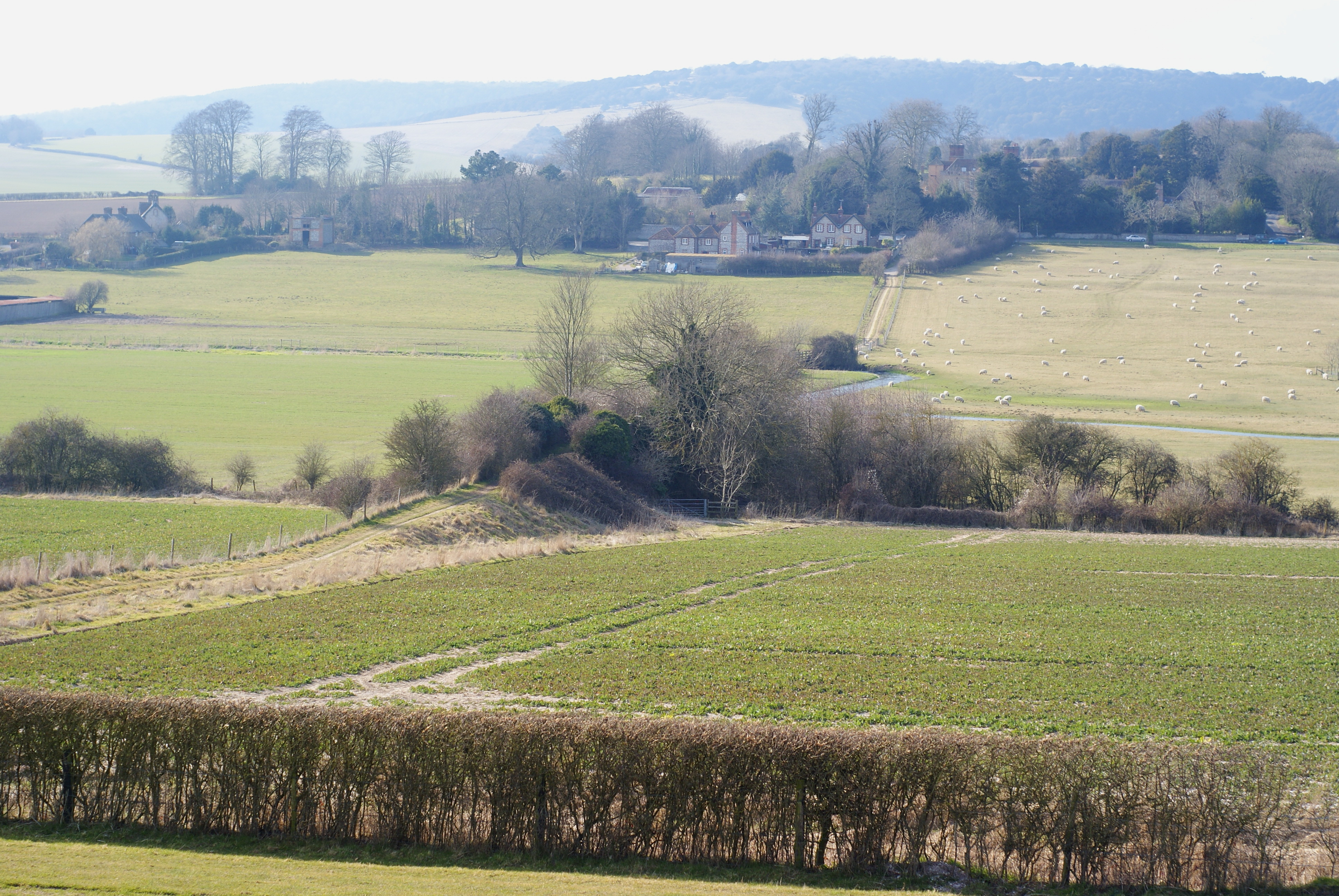
Reitweg durch das Tal des Lavant in Richtung Binderton House

Binderton ist ein Weiler im Tal des Lavant am Rande der South Downs in West Sussex, England. Es gehört zum Kirchspiel von West Dean.

## Geschichte

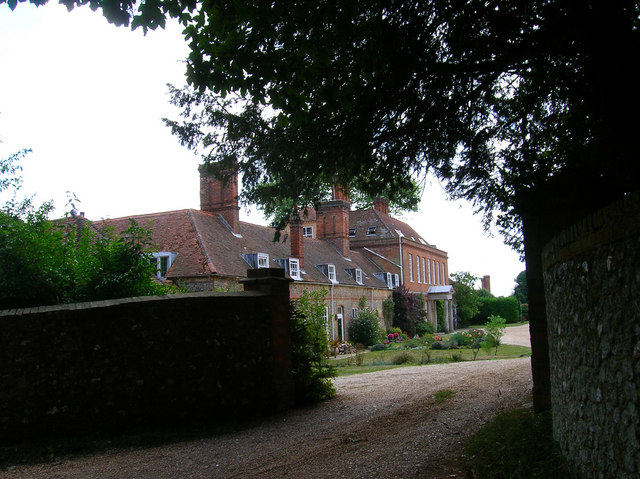
Binderton House

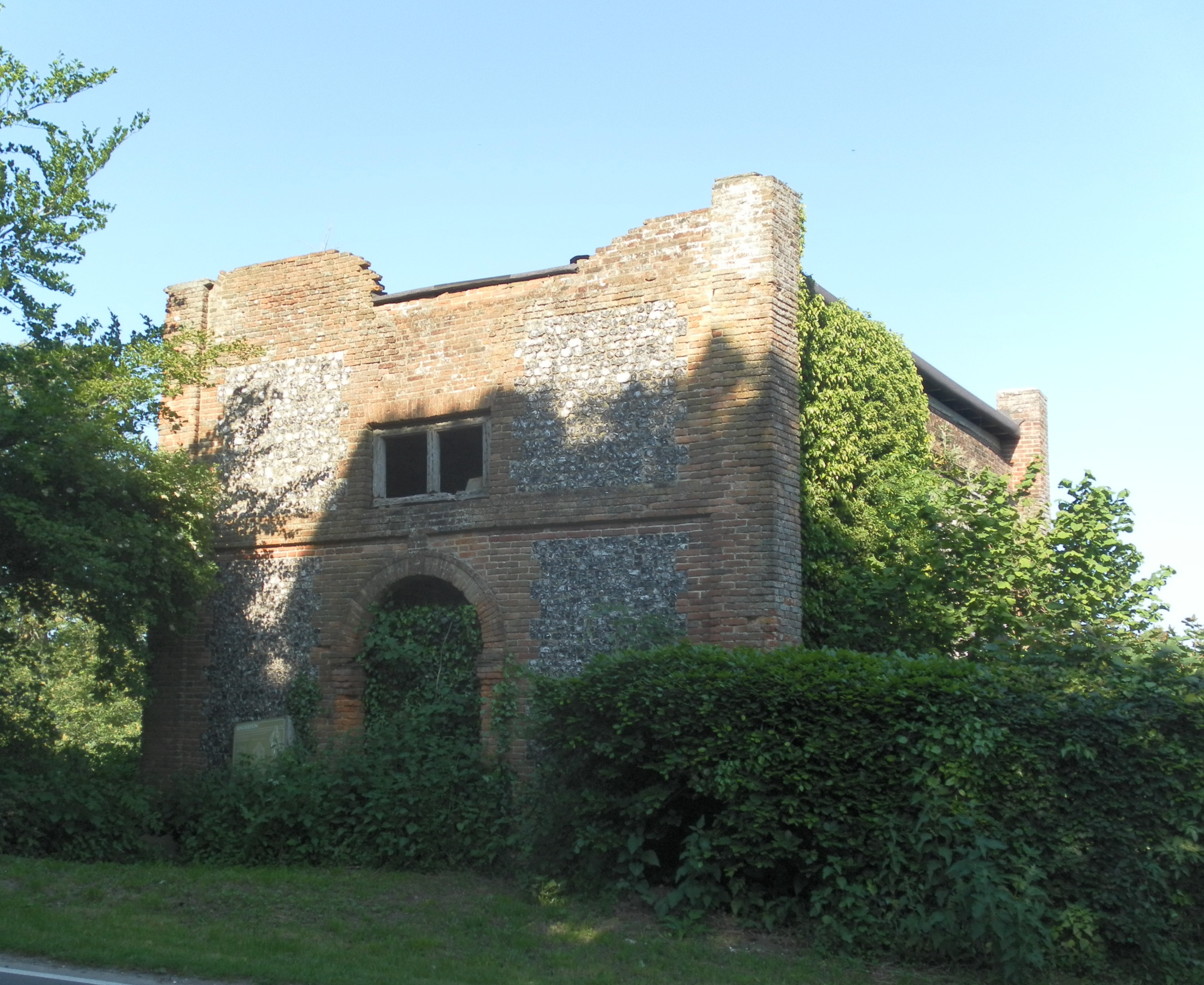
Ruine der Kapelle in Binderton

Binderton liegt im Gebiet der Atrebaten. Die römische Straße nach Chichester (Noviomagus), der damaligen Provinzhauptstadt durchquert Binderton, es gibt aber keine Belege für eine römische Siedlung. Der Name (Endung –ton, Siedlung, Bauernhof) deutet auf eine angelsächsische Gründung. Binderton wird bereits im Doomesday Book erwähnt. Danach gehörte es der Gräfin Gytha und zahlte sieben Häute als Abgaben, danach gehörte es dem Herzog selber und zahlte drei Häute. Es hatte Land für vier Bauernstellen. Es war von 8 villeins und 9 Kleinbauern mit zwei Pflügen bewohnt. Sein Wert war mit 100 Schilling festgelegt.
Es gehörte in der Folge dem Zisterzienserkloster von Tarrent in Dorset und fiel dann an Lord Lumley, dann die Familie Smyth. Binderton besaß eine normannische Kapelle, die 1680 durch Thomas Smyth zerstört wurde, als er sein neues Herrenhaus errichtete (heute Binderton House westlich der A 286). Smyth errichtete eine neue Kapelle in einiger Entfernung vom Herrenhaus, versäumte jedoch, dafür die Erlaubnis des Bischofs, John Lake, einzuholen, der sich daraufhin weigerte, sie zu weihen. Sie wurde nie genutzt und steht noch heute leer. Baronet Sir James Peachy aus West Dean tauschte den Besitz ein, danach erbte ihn Mrs. Leveson Vernon Harcourt.
Bindertons Einwohnerzahl sank seit dem späten Mittelalter, ein Teil der Siedlung fiel wüst. Auf der Zehnt-Liste von 1847 hat die Siedlung bereits weitgehend die heutige Gestalt. 1867 hatte es 96 Einwohner.

## Verkehr
Die A 286 verbindet Binderton mit Chichester im Süden und Midhurst im Norden, zu beiden Städten besteht auch eine Busverbindung, die allerdings abends (ab 18.00) den Betrieb einstellt. Die Eisenbahnlinie zwischen Chichester und Midhurst, die auch Binderton berührte (Verlauf östlich des Lavant), ist seit längerem stillgelegt. Zwischen Chichester und Binderton folgt der Centurion Way ihrem Verlauf. Ein Fußweg führt von Binderton zum Trundle, einem die Umgebung beherrschenden Hügel, auf dem sich eine eisenzeitliche Befestigung befindet.